# 리아넬라 카렐
리아넬라 카렐(Lianella Carell, 1927년 5월 6일 ~ 2000년 12월 22일)은 이탈리아의 배우, 각본가이다.

## 출연 작품
- 미, 미, 미... 앤 디 아더스 (1966)
- 나폴리의 황금 (1954)
- 자전거 도둑 (1948)